# Adoria
Adoria era, em 1747, uma aldeia portuguesa da freguesia de São Pedro de Cerva, termo da vila do mesmo nome, Comarca no eclesiástico de Vila Real, e no secular de Guimarães, Arcebispado de Braga, e Província de Entre Douro e Minho.